# Prioneris sita
Painted Sawtooth, Prioneris sita là một loài bướm thuộc họ Pieridae, có màu vàng và trắng, được tìm thấy ở Ấn Độ.

## Hình ảnh

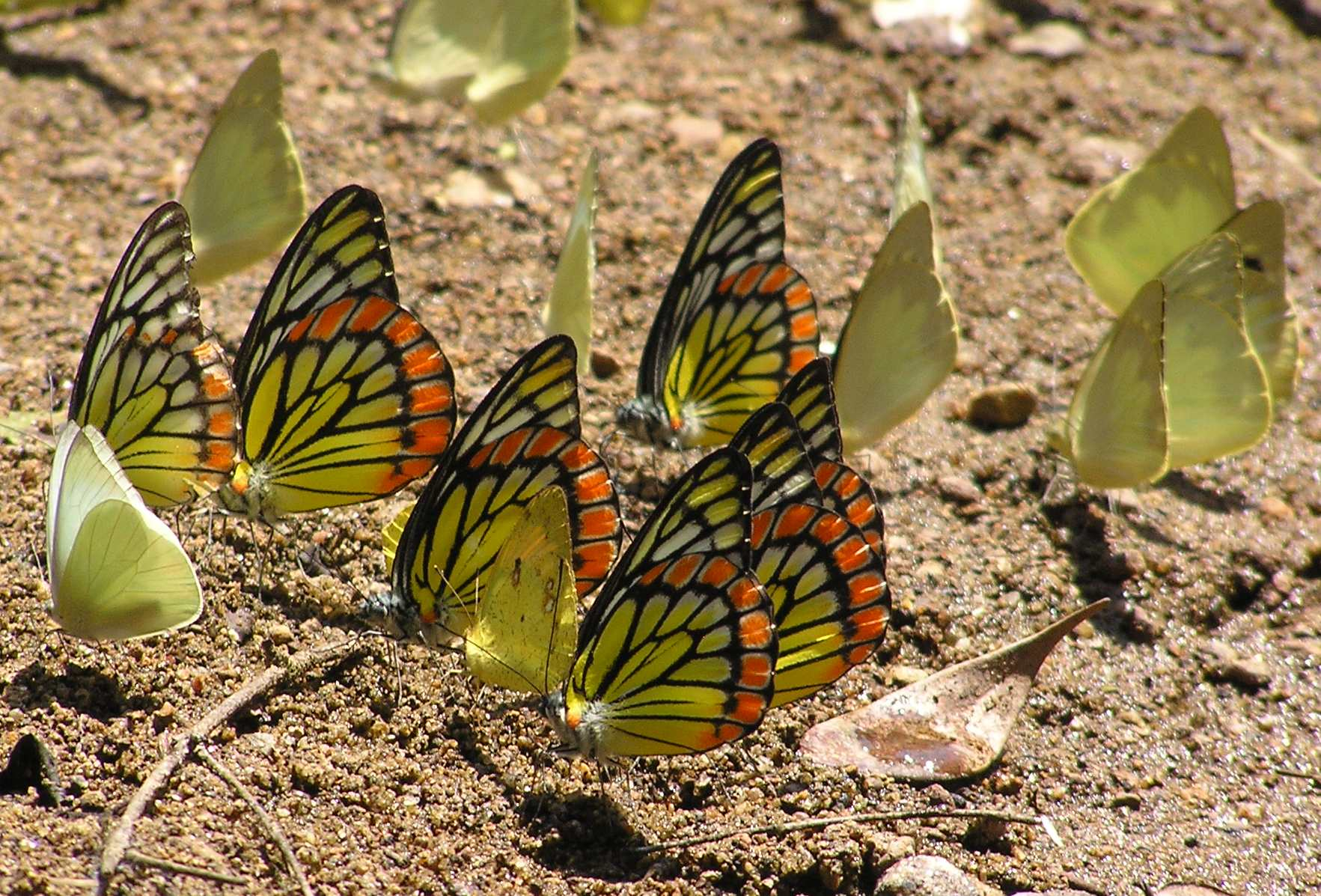
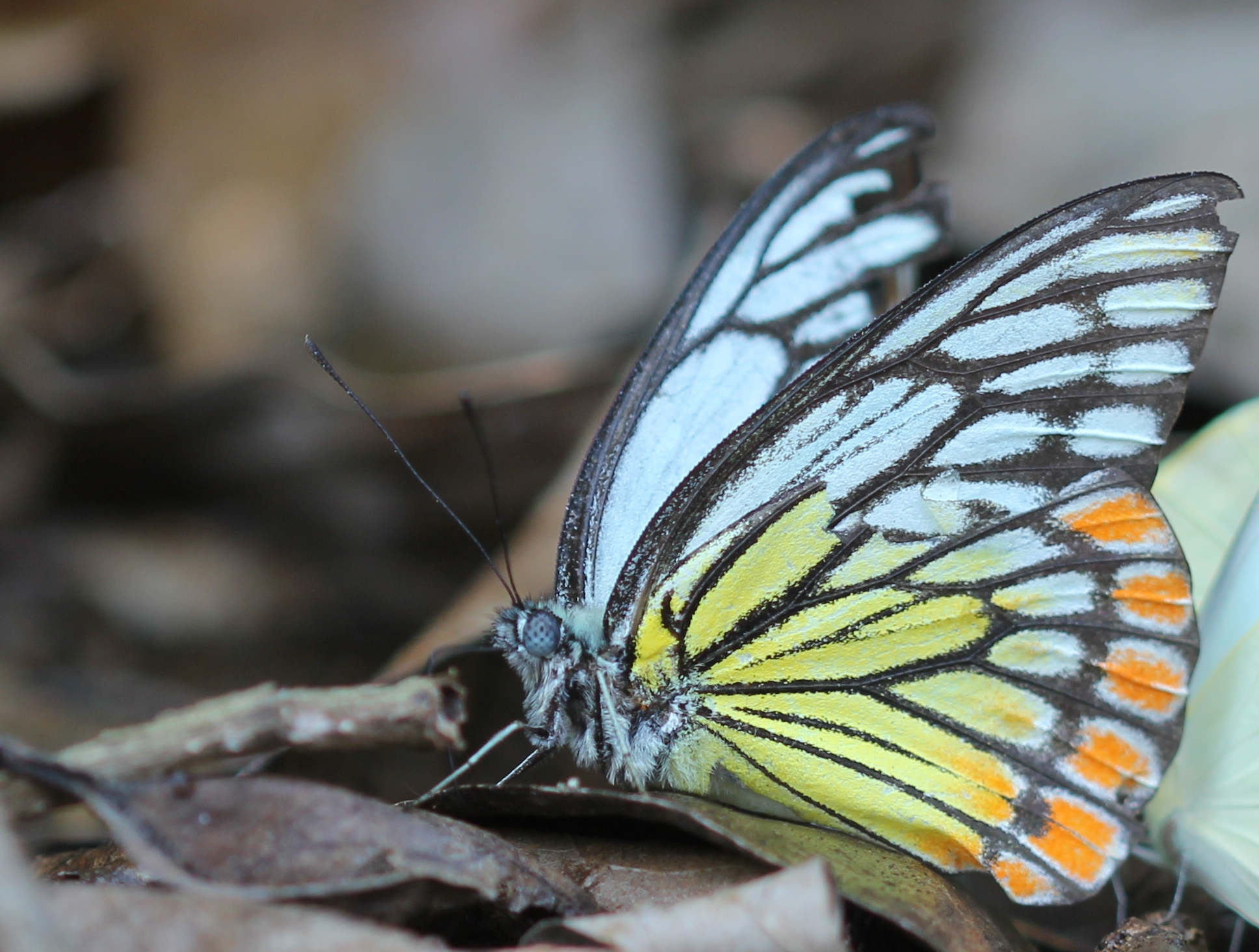
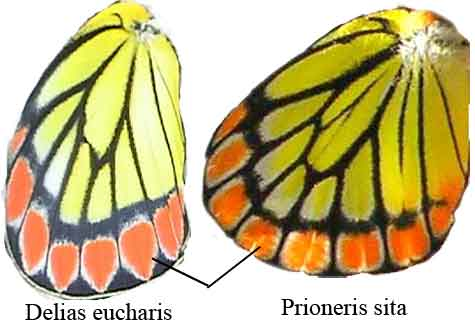